# 벨라 포치
벨라 포치(Bella Poarch, 1997년 2월 8일 ~ )는 필리핀계 미국인 SNS 스타, 가수이다. 미국 해군 예비역이다. 밀리 B의 노래 "Soph Aspin Send"를 짤막하게 립싱크하는 TikTok 영상을 통해 전 세계적으로 이름을 알렸다. 2022년 1월 14일 기준 TikTok 팔로워 수 8,740만 이상으로, 전체 계정 중 3위이다. 2021년 5월, 데뷔 싱글 "Build a Bitch"를 발매했다.

## 음반 목록

### EP
- Dolls (2022)